# Triadenum
Triadenum – rodzaj roślin okrytonasiennych z rodziny dziurawcowatych. Przedstawiciele tego rodzaju występują w Japonii i Ameryce Północnej.

Do rodzaju Triadenum zaliczanych jest 9 gatunków:
- Triadenum asiaticum ((Maxim.) Kom. Fl. Mansh. 3: 45 1905)
- Triadenum breviflorum ((Wall. ex Dyer) Y. Kimura Nov. Fl. Jap. 10: 79 1951)
- Triadenum fraseri ((Spach) Gleason Phytologia 2(8): 289 1947)
- Triadenum japonicum ((Blume) Makino Nippon Shokobutsu-Zukwan 326, f. 629 1925)
- Triadenum longifolium (Small Bull. Torrey Bot. Club 25(3): 140–141 1898)
- Triadenum petiolatum ((Pursh) Britton Ill. Fl. N. U.S. 2: 437 1897)
- Triadenum tubulosum ((Walter) Gleason Phytologia 2(8): 289 1947)
- Triadenum virginicum ((L.) Raf. Fl. Tellur. 3: 79 1836 [1837])
- Triadenum walteri ((J.F. Gmel.) Gleason Phytologia 2(8): 289 1947)